# 北九州市立八幡小学校
北九州市立八幡小学校（きたきゅうしゅうしりつ やはたしょうがっこう）は、福岡県北九州市八幡東区中央三丁目にある公立小学校。八幡の中心部に位置する。

## 歴史

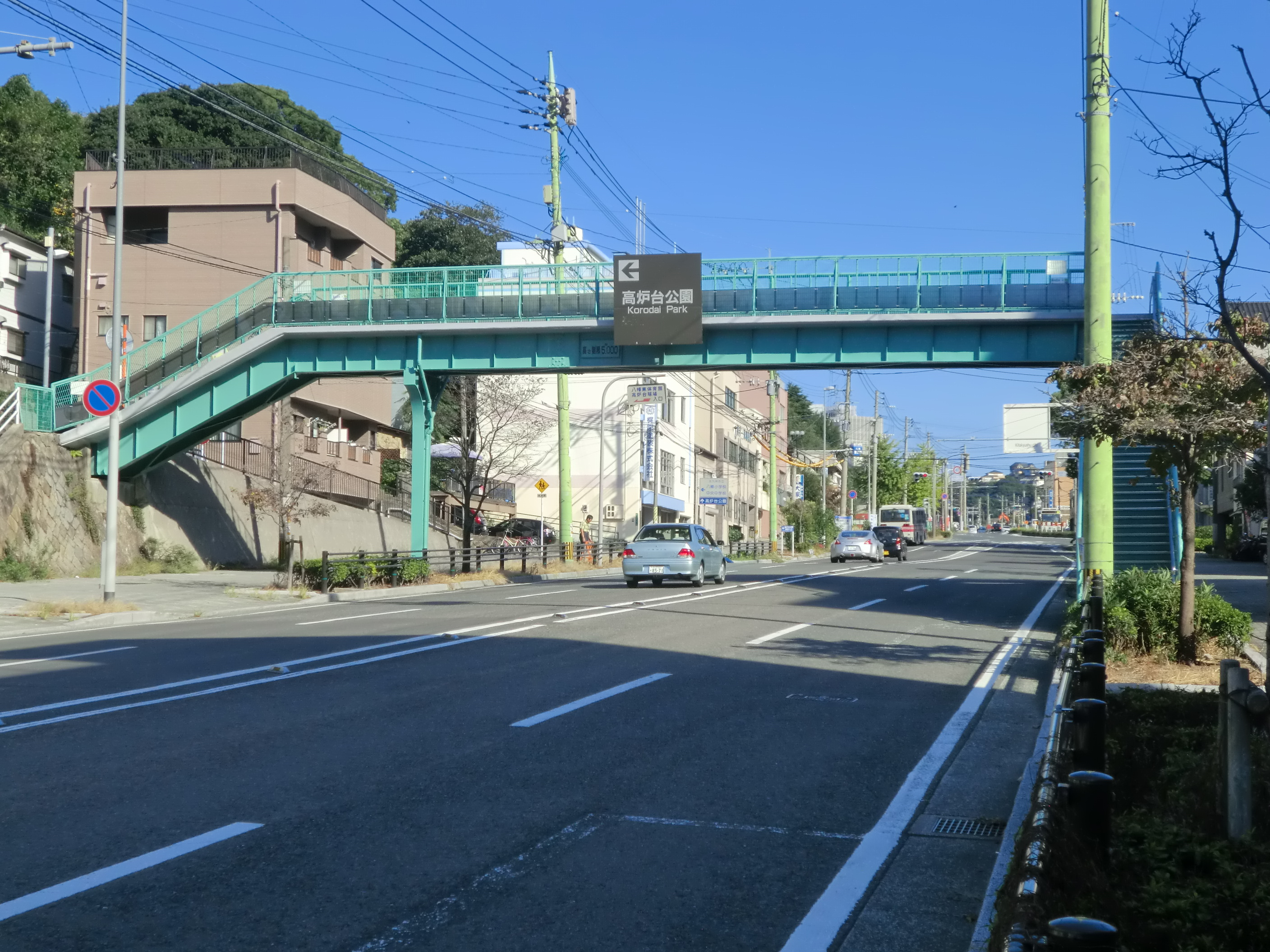
よしぼう橋

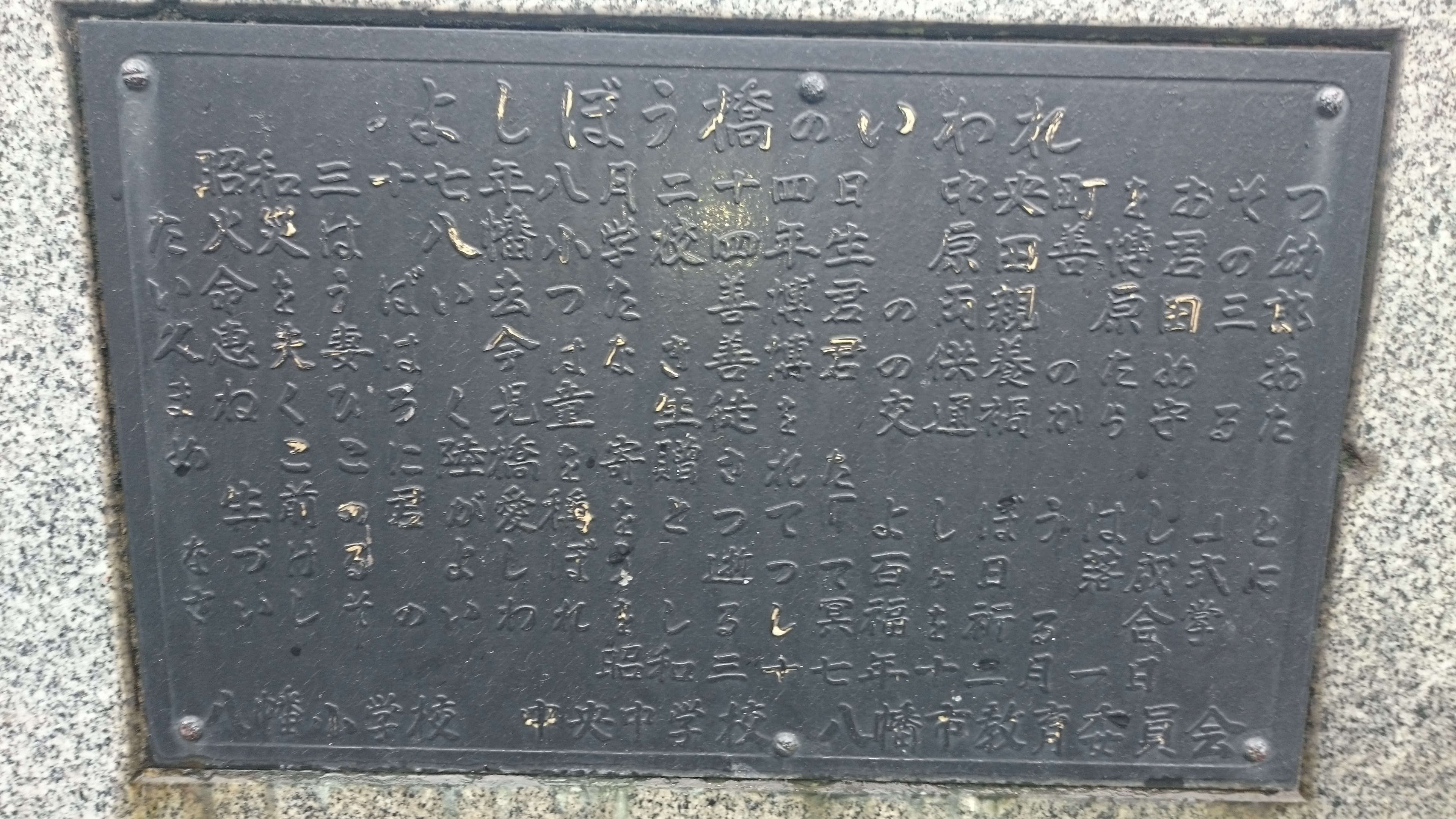
よしぼう橋　建立の碑

八幡小学校の始まりは明治時代にさかのぼる。まず、1874年（明治7年）の学制発布に伴って、尾倉村・大蔵村・枝光村がそれぞれ小学校を設置した。4年後の1878年（明治11年）に三つの村の小学校は統合されて、尾倉字東田（現在の八幡東区東田）に「岡東小学校」ができる。その後、八幡製鐵所が生まれた1901年（明治34年）に岡東小学校は「八幡尋常小学校」と改称され、翌年の1902年（明治35年）に現在の熊本山に移転した。これが八幡小学校の始まりである。
1907年（明治40年）から1919年（大正8年） までの間に旧 尾倉 (おぐら)、旧 平原 (ひらばる)、旧 天神 (てんじん) 小学校の三校統合が決定（後に合併: 現在の北九州市立皿倉小学校 - 平成5年4月1日 - 北九州市立尾倉小学校が皿倉小学校尾倉校に、同・天神小学校が皿倉小学校天神校に、それぞれ変更される（分校扱い)。平成7年4月1日 - 皿倉小学校尾倉校、皿倉小学校天神校を統合し、平原小学校跡地に皿倉小学校が設立される。尾倉小学校の跡地にはCCA北九州等が建っている。) 旧 大蔵 (おおくら)、旧 枝光 (えだみつ)、旧 山ノ口 (やまのぐち) 小学校（後に合併: 現在の北九州市立ひびきが丘小学校 - 平成１５年４月に大場谷小学校と山の口小学校が統合し、児童数３１１名で開校した。開校から２年間は、旧大場谷小学校校舎で学び、平成１７年４月に旧山の口小学校跡地に建てられた新校舎に移転した。）に次々と尋常小学校が設立され、そこへ児童の一部が移っていった。1935年（昭和10年）には3階建て、鉄筋コンクリート造りの新校舎が落成する。
1941年（昭和16年）には国民学校令により「八幡国民第一学校」と改称される。1945年（昭和20年）8月8日に起きた八幡大空襲では校舎や講堂が焼けるなどの被害を出した。
戦後の1947年（昭和22年）には学制改革によって「八幡市立八幡小学校」と名が改められた。1963年（昭和38年）には八幡市・若松市・戸畑市・小倉市・門司市の五市が合併して北九州市が生まれたことに伴い、現在の「北九州市立八幡小学校」に改称する。
1988年（昭和63年）には創立110周年記念式典が行われた。1988年（昭和63年）からは竹田市立嫗岳小学校（現在の竹田市立祖峰小学校）との交流を開始する。
1996年（平成8年）には長年使われた旧校舎が解体され、2年後に現在使われている校舎が落成した。2008年（平成20年）には創立130周年を迎えている。

### よしぼう橋
八幡小学校の前を走る道路には陸橋がかかっており、「よしぼう橋」と呼ばれている。1962年（昭和37年）に建造されたこの橋の名称は同年8月24日の大火で命を落とした同校生徒のあだ名にちなんだもので、彼の両親が彼の供養と生徒の安全のために寄贈したものである。現在も橋のたもとには彼の名と両親の功績を刻んだ碑が立てられている。

## 年間行事
- 4月 入学式
- 5月 運動会、歓迎遠足、社会見学（4年生）
- 7月 自転車教室（4年生）
- 9月 自然教室（5年生）、天文学習（4年生）、修学旅行（6年生）、環境体験学習（4年生）
- 10月 陸上記録会（6年生）
- 11月 連合音楽会（4年生）、社会見学（3年生）
- 3月 卒業式

## 交通
- 西鉄バス北九州
「中央3丁目」が最寄。バス停から徒歩で5分程である。

- JR九州
スペースワールド駅が最寄。駅から徒歩で15分程である。

## 周辺施設
- 高炉台公園…熊本山の大半を占めている公園で、当校そばにある。
- イオン八幡東ショッピングセンター
- 大谷球場
- 北九州市立中央中学校…当校の隣に位置する。